# Kebun Pisang
Kebun Pisang is een bestuurslaag in het regentschap Tapanuli Tengah van de provincie Noord-Sumatra, Indonesië. Kebun Pisang telt 1928 inwoners (volkstelling 2010).